# 井上赳夫
井上 赳夫（いのうえ たけお、1914年12月31日 - 2003年10月）は、航空工学者、評論家。
神奈川県生まれ。1939年旅順工科大学機械工学科卒業、航空局技手。41年中央航空研究所研究官、44年航空局航空官、1956年科学技術庁科学調査官、66年科学審議官。1967年日本航空勤務、75年電商取締役営業部長。

## 著書
- 『日本誕生の謎 科学が解明した神話の世界』講談社ミリオン・ブックス　1964
- 『技術予測 新製品開発競争にうち勝つ戦略』ダイヤモンド社 1965
- 『技術計画 未来製品の開発ガイド』ダイヤモンド社 1966
- 『日本古代文明の謎』大陸書房 1970
- 『世界古代文明の謎』大陸書房 1972
- 『21世紀の社会予測 人間と環境の未来探索』日本能率協会 1973
- 『魔の特異日』ごま出版ゴマブックス 1976
- 『航空事故の謎 ミステリー200を解明する』ダイヤモンド社 1977
- 『トップのための未来予測と経営戦略』日本ビジネスレポート 1979
- 『魔の未来予測 来るべき大地変・大戦乱を予測する』大陸書房 1985
- 『日本古代史の謎は解けた!』大陸書房 1985
- 『航空大事故の予測 日航ジャンボ機墜落の謎』大陸書房 1985
- 『神武天皇古陵の発見!』大陸書房 1986

### 共編著
- 『昭和50年代のための新製品の発想』林周二,中山正和共編 日科技連出版社 1973
- 『日本語誕生』水野増朗共著 大陸書房 1975
- 『「偶然」の真相　特異日の謎を追う』大上和博共著 青春出版社 1996

## 注
1. ↑  『現代日本人名録』1987年